# Il domani tra di noi
Il domani tra di noi (The Mountain Between Us) è un film del 2017 diretto da Hany Abu-Assad.
Il film è un adattamento cinematografico del romanzo Le parole tra di noi (The Mountain Between Us), dello scrittore Charles Martin, pubblicato nel 2011. Protagonisti della pellicola sono Idris Elba e Kate Winslet.

## Trama
Un medico, Ben, e una fotoreporter, Alex, devono arrivare a Denver in serata, poiché la mattina successiva lui deve eseguire un intervento chirurgico su un bambino di 10 anni, mentre lei deve sposarsi. A causa di una tempesta, il volo viene cancellato; così la donna, avendo sentito che anche il chirurgo condivide la sua stessa necessità di partire con urgenza, gli propone di affittare un aereo privato per 800 $. Egli accetta, e così partono con un piccolo aeroplano a elica, guidato da un pilota in compagnia del suo cane, un Labrador retriever. Improvvisamente il pilota viene colpito da un ictus e, non riuscendo più a gestire i comandi, l’aereo precipita. Al risveglio, Ben, con due costole rotte, si accorge che il pilota è morto, mentre Alex si trova ferita a una gamba. I due si ritrovano a dover sopravvivere tra le montagne del Colorado, coperte di neve. Per giorni, rimangono nel relitto dell’aeroplano insieme al cane; successivamente trovano rifugio in una casa abbandonata. Resisi conto che, in quel posto, nessuno li avrebbe trovati e soccorsi, decidono coraggiosamente di intraprendere un rischioso viaggio verso valle.
Tornati in città, finiranno con l'amarsi.

## Distribuzione
Il film è stato presentato in anteprima il 9 settembre 2017 al Toronto International Film Festival. È stato distribuito nelle sale cinematografiche statunitensi dal 6 ottobre 2017. Mentre in quelle italiane il 23 novembre dello stesso anno.